# Ewa Milewicz

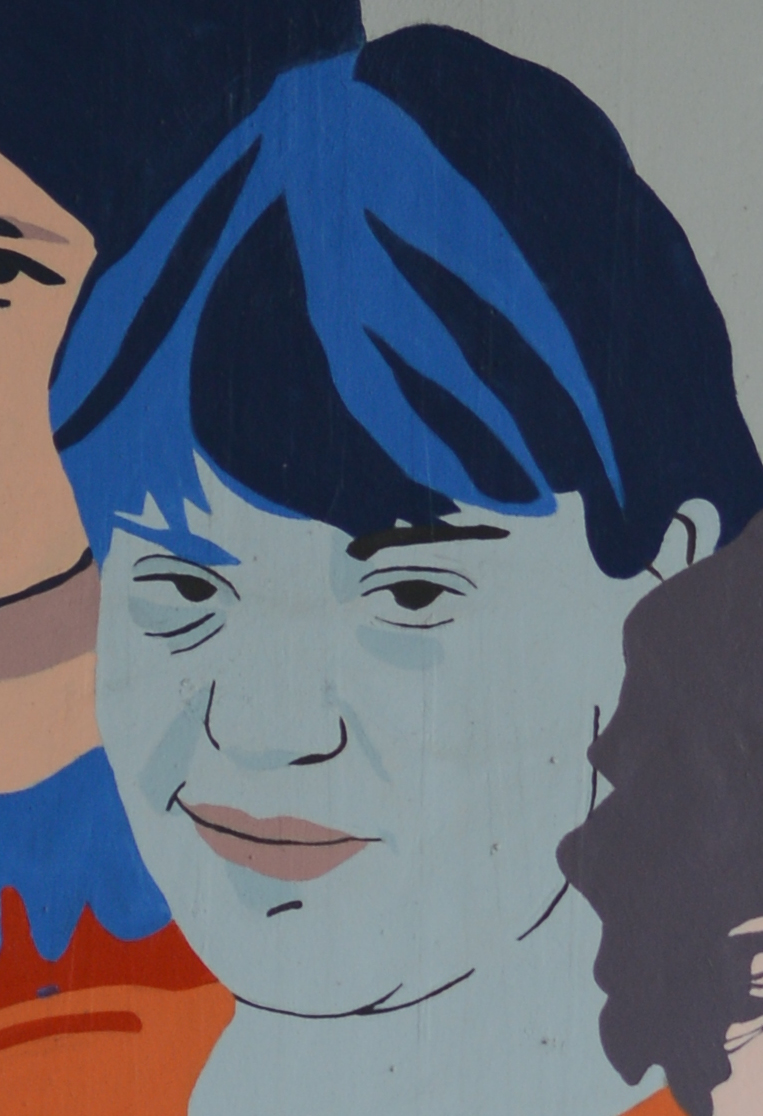

Ewa Milewicz (née le 4 décembre 1947) est une journaliste polonaise écrivant pour le quotidien de gauche libéral Gazeta Wyborcza.
Dans les années 1980, elle milita activement au sein du Comité de défense des ouvriers (KOR) pour la démocratie et contre le régime communiste de l'époque.